# The Age of Plastic
Albums de The Buggles
Adventures in Modern Recording
(1981)
The Age of Plastic est le premier album du duo de synthpop The Buggles. Il est sorti en 1980, après le succès de leur premier single Video Killed the Radio Star.

## Titres
Toutes les chansons sont de Geoff Downes et Trevor Horn, sauf mention contraire.

### Face 1
1. Living in the Plastic Age – 5:13
2. Video Killed the Radio Star (Bruce Woolley, Horn, Downes) – 4:13
3. Kid Dynamo – 3:29
4. I Love You (Miss Robot) – 4:58

### Face 2
1. Clean, Clean (Horn, Downes, Woolley) – 3:53
2. Elstree – 4:29
3. Astroboy (And the Proles on Parade) – 4:41
4. Johnny on the Monorail – 5:28

### Titres bonus
The Age of Plastic a été réédité au format CD en 2000 avec trois titres bonus :
1. Island – 3:33 Face B du single Living in the Plastic Age.
2. Technopop – 3:50 Face B du single Clean, Clean.
3. Johnny on the Monorail (A Very Different Version) – 3:49 Face B du single Elstree.

Une édition remasterisée est parue au Japon en 2010 avec neuf titres bonus :
1. Video Killed the Radio Star – 3:25 Version single.
2. Kid Dynamo – 3:29 Version single.
3. Living in the Plastic Age – 3:51 Version single.
4. Island – 3:33 Version éditée.
5. Clean Clean – 5:15 Version single 12 pouces.
6. Technopop – 3:50
7. Elstree – 4:06 Version single.
8. Johnny on the Monorail (A Very Different Version) – 3:50
9. Elstree – 3:36 Version éditée spéciale DJ.

## Musiciens

### The Buggles
- Geoff Downes : claviers, synthétiseurs, batterie, percussions

- Trevor Horn : chant, basse, guitare

### Musiciens additionnels
- Dave Birch : guitare sur Living in the Plastic Age et Video killed the Radio Star
- Bruce Woolley : guitare
- Paul Robinson : batterie
- Richard James Burgess : batterie
- Tina Charles : chœurs
- Debi Doss et Linda Jardim : chœurs (2)